# Тумул (Усть-Алданский улус)
Туму́л (якут. Тумул) — село в Усть-Алданском улусе Республики Саха (Якутия) России. Административный центр Борогонского наслега.

## География
Село находится в центральной части Якутии, в пределах Центральноякутской равнины, на западном берегу озера Тынга-Юрях, на расстоянии примерно 45 км (по прямой) к западу-юго-западу (WSW) от села Борогонцы, административного центра улуса.
Климат
Климат характеризуется как резко континентальный. Средняя температура воздуха самого тёплого месяца (июля) составляет 18,7 °C; самого холодного (января) — −42,6 °C. Среднегодовое количество атмосферных осадков составляет 234 мм. Основное количество осадков выпадает в период с апреля по октябрь. Снежный покров держится в течение 225—250 дней в году.
Часовой пояс
Село Тумул находится в часовой зоне МСК+6. Смещение применяемого времени относительно UTC составляет +9:00.

## Население
| 2002 | 2010 | 2021 |
| ---- | ---- | ---- |
| 699  | ↗730 | ↘602 |

Половой состав
По данным Всероссийской переписи населения 2010 года, в гендерной структуре населения мужчины составляли 50,7 %, женщины — соответственно 49,3 %.
Национальный состав
Согласно результатам переписи 2002 года, в национальной структуре населения якуты составляли 99 %.

## Улицы
| - ул. 2-е Соттинское, - ул. 40 лет Победы, - ул. Борогонская, - ул. Г.Г. Прокопьева, - ул. Г. Татаринова, | - ул. И.С. Мордовского, - ул. Ленина, - ул. Лесная, - ул. М.Е. Николаева, - ул. Набережная, | - ул. Партизана Протопопова, - ул. Сынахская, - ул. Семёна Аржакова, - ул. Шепелева, - ул. Энгельса. |

## Достопримечательности
В селе установлен памятник ушедшим на войну.